# Dryas recente

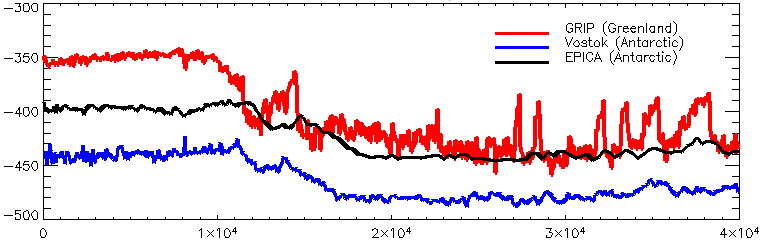
Oscillazioni della temperatura in tre diverse regioni del globo ricavate in base alla variazione isotopica dell'ossigeno: la sequenza GRIP (rossa) ottenuta dalle carote di ghiaccio della Groenlandia, mostra l'evento del Dryas recente intorno a 11000 BP.

Lo stadiale del Dryas recente, chiamato così dal fiore selvatico alpino/della tundra Dryas octopetala, riferito anche come il grande congelamento, fu un periodo geologicamente breve di clima freddo (approssimativamente 1.300 ± 70 anni) seguente l'interstadiale di Bølling-Allerød alla fine del Pleistocene, approssimativamente compreso tra 12 800 e 11 500 anni fa, e precedente il Preboreale del primo Olocene. In Irlanda il periodo è stato conosciuto come lo stadiale di Nahanagan, mentre nel Regno Unito è stato chiamato lo stadiale di Loch Lomond e più recentemente 1º Stadiale della Groenlandia (GS1, Greenland Stadial 1).
Il Dryas recente (GS1) è anche un periodo climatico Blytt-Sernander rilevato negli strati delle torbiere del Nord Europa. Esso viene datato approssimativamente 12 900-11 500 BP calibrato, o 11 000-10 000 BP non-calibrato (datazione del radiocarbonio). Uno stadiale del Dryas antico ebbe a precedere l'Allerød, approssimativamente 1 000 anni prima del Dryas recente; esso durò 300 anni.

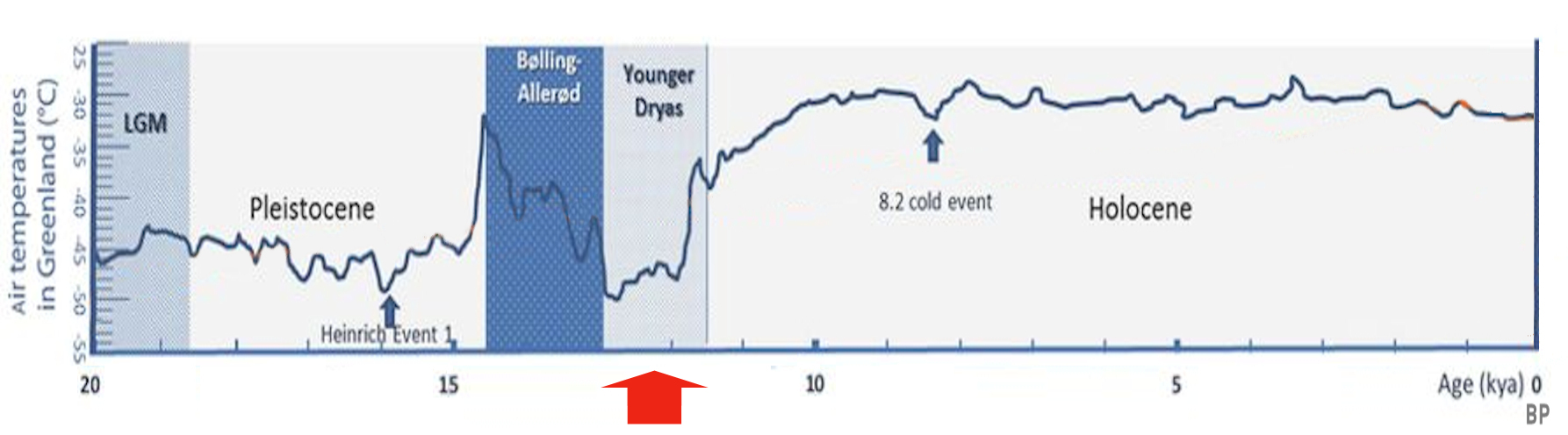
Evoluzione della temperatura nel periodo post-glaciale secondo le carote di ghiaccio della Groenlandia (Younger Dryas)

## Repentino mutamento climatico
Il Dryas recente vide un rapido ritorno alle condizioni glaciali alle latitudini più alte dell'Emisfero Settentrionale tra i 10 900–9 500 anni a.C. in netto contrasto con il riscaldamento della precedente deglaciazione dell'interstadiale. Ogni transizione accadeva oltre il periodo di circa una decade. Termicamente i dati dell'azoto frazionato e dell'isotopo dell'argon proveniente dalle carote di ghiaccio GISP2 della Groenlandia indicano che il culmine della Groenlandia fosse ~15 °C più freddo durante il Dryas recente rispetto ad oggi.
Per quanto riguarda le Isole britanniche, gli studi di Atkinson e altri hanno ricostruito le temperature stagionali degli ultimi 22 000 anni mediante i fossili di coleotteri che si erano adattati a particolari condizioni climatiche. Tali fossili suggeriscono che la temperatura media annuale si fosse abbassata approssimativamente di 5 °C, e che nelle zone pianeggianti prevalessero condizioni periglaciali, mentre nelle aree montuose si formavano banchise e ghiacciai. Da allora, non si è più verificato alcun periodo di cambiamento climatico improvviso di tale estensione e rapidità.

## Il Dryas recente fu globale?
In mancanza di una precisa definizione di "Dryas recente" questa domanda è difficile da affrontare. Nell'Europa occidentale e Groenlandia, il Dryas recente è un periodo freddo simultaneo ben definito. Ma il raffreddamento nel Nord Atlantico tropicale può aver preceduto questo di alcune centinaia di anni; il Sud America mostra un inizio meno ben definito, ma una netta conclusione. L'inversione del freddo antartico sembra essere iniziata alcune migliaia di anni prima del Dryas recente, e non definisce nessun inizio o fine chiaramente; Huybers ha argomentato che c'è una chiara fiducia nell'assenza del Dryas recente nella regione antartica, in Nuova Zelanda e in parte dell'Oceania.  La durata dell'equivalente tropicale del Dryas recente – l'inversione del clima della deglaciazione (Deglaciation Climate Reversal, DCR) – è difficile da stabilire, poiché le registrazioni delle carote di ghiaccio a bassa latitudine generalmente mancano di datazione autonoma su questo intervallo. Un esempio di ciò è la carota di ghiaccio del Sajama (Bolivia), per cui la durata del DCR è stata appuntata a quella della registrazione della carota di ghiaccio GISP2 (Groenlandia centrale). Il mutamento climatico nelle Ande centrali durante il DCR, tuttavia, fu significativo e caratterizzato da uno spostamento verso condizioni molto più umide e probabilmente più fredde. L'importanza e rapidità di questi mutamenti suggerirebbero che il clima a bassa latitudine non risponde passivamente durante lo YD/DCR.
Nel Nord America occidentale è probabile che gli effetti del Dryas recente fossero meno intensi che in Europa; comunque, la prova di un ri-avanzamento glaciale indica che si verificò il raffreddamento del Dryas recente nel Pacifico Nord-occidentale.
Altre caratteristiche notate includono:
- Sostituzione della foresta scandinava con la tundra glaciale (la quale è l'habitat della pianta Dryas octopetala).
- La glaciazione o l'aumento di neve sulle catene di montagne per tutto il mondo.
- La formazione di strati di soliflussione e depositi di loess nell'Europa Settentrionale.
- Più polvere nell'atmosfera, originatasi dai deserti dell'Asia.
- Siccità nel Levante, la quale forse motivò la cultura natufiana a inventare l'agricoltura.
- L'inversione di freddo Huelmo/Mascardi nell'emisfero meridionale iniziò nello stesso tempo lentamente prima che il Dryas recente finisse.
- Declino della cultura Clovis ed estinzione delle specie animali nel Nord America.

## Cause del Dryas recente
La teoria prevalente ipotizza che il Dryas recente fu causato da uno sciame meteorico che impattó il Nord America che causó tra l'altro una riduzione significativa o interruzione della circolazione termoalina del Nord Atlantico in risposta all'improvviso afflusso di acqua dolce sciolta dagli impatti, dal Lago Agassiz e alla deglaciazione nel Nord America causato dagli impatti e deflagrazioni del materiale meteorico. Il clima globale sarebbe rimasto allora rinchiuso dentro il nuovo stato fino a che il congelamento non tolse la "copertura" d'acqua dolce dall'Oceano Atlantico occidentale. Questa teoria non spiega perché il Sud America si raffreddasse per primo.
La fine delle glaciazioni probabilmente non possiede eventi simili al Dryas recente, suggerendo che la sua causa abbia una componente fortuita.  Ciò nondimeno, esiste la prova che alla fine della II si ebbe un periodo di raffreddamento post-glaciale simile al Dryas recente, ma che durò più a lungo e in modo più intenso. 
C'è l'evidenza che il cosiddetto impatto cosmico del Dryas recente, 12.900 anni fa nel Nord America avrebbe potuto fare iniziare il raffreddamento del Dryas recente e il collo di bottiglia genetico o l'estinzione imminente delle genti di Clovis.

## La fine del Dryas recente
Le misurazioni degli isotopi di ossigeno dalla carota di ghiaccio GISP2 suggeriscono che la fine del Dryas recente ebbe luogo nel giro di 40–50 anni in tre gradini distinti, ognuno di cinque anni. Altri dati proxy, come la concentrazione di polvere e l'accumulo di neve, indicano un evento di transizione più rapido, che richiese un riscaldamento di ~7 °C in pochi anni; il riscaldamento totale fu di 10°±4º.
La fine del Dryas recente è stata datata intorno al 9620 a.C. (11.550 anni calendario BP, 10.000 anni radiocarbonio BP, una "stabilizzazione del radiocarbonio") tramite una varietà di metodi, con risultati per lo più consistenti:
11530±50 BP — carota di ghiaccio GRIP, Groenlandia
11530+40-60 BP  — Lago Kråkenes, Norvegia occidentale.
11570 BP — carota del Golfo di Cariaco, Venezuela
11570 BP — dendrocronologia della quercia/pino in Germania
11640±280 BP — carota di ghiaccio GISP2, Groenlandia

## Il Dryas recente e l'inizio dell'agricoltura
Il Dryas recente è spesso associato all'adozione dell'agricoltura nel Levante. Si è ipotizzato che il freddo e il secco Dryas recente abbassasse la capacità portante dell'area, forzando la popolazione sedentaria dei primi natufiani dentro un più mobile modello di sussistenza. Si è pensato che ulteriori deterioramenti climatici avessero portato nella zona la coltivazione dei cereali. Mentre esiste un relativo consenso riguardo al ruolo del Dryas recente, i mutevoli modelli di sussistenza durante il natufiano e le sue connessioni con l'inizio dell'agricoltura alla fine del periodo sono ancora tema di dibattito. Vedi la Rivoluzione neolitica, quando i cacciatori raccoglitori si rivolsero all'agricoltura.

## Il Dryas recente nella cultura e scrittura contemporanea
Il collasso della circolazione termoalina nel Nord Atlantico viene utilizzato per spiegare il rapido mutamento del clima in alcuni romanzi di Kim Stanley Robinson, particolarmente Fifty Degrees Below. È stato anche puntellato il libro del 1999, The Coming Global Superstorm. Similmente, l'idea di un mutamento climatico causato dallo sconvolgimento delle correnti del Nord Atlantico crea la messa in opera del film apocalittico di fantascienza del 2004  The Day After Tomorrow. Simili improvvisi eventi di raffreddamento vengono caratterizzati in altri racconti, come The World in Winter di John Christopher, sebbene non sempre con gli stessi espliciti collegamenti al Dryas recente come è nel caso dell'opera di Robinson.